# Mecomischus
Mecomischus es un género de plantas pertenecientes a la familia Asteraceae. Comprende 4 especies descritas y solo 2 aceptadas.

## Taxonomía
El género fue descrito por Coss. ex Benth. & Hook.f. y publicado en Gen. Pl. (Bentham & Hooker f.) 2(1): 418. 1873

## Especies aceptadas
A continuación se brinda un listado de las especies del género Mecomischus aceptadas hasta junio de 2012, ordenadas alfabéticamente. Para cada una se indica el nombre binomial seguido del autor, abreviado según las convenciones y usos:
- Mecomischus halimifolius (Munby) Hochr.
- Mecomischus pedunculatus (Coss. & Durieu) Coss. ex Oberpr. & Greuter